# Montezumia

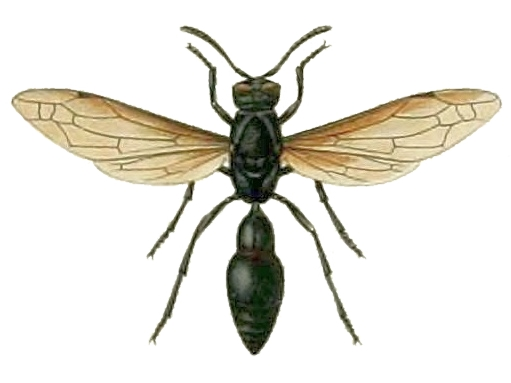
Montezumia cortesia

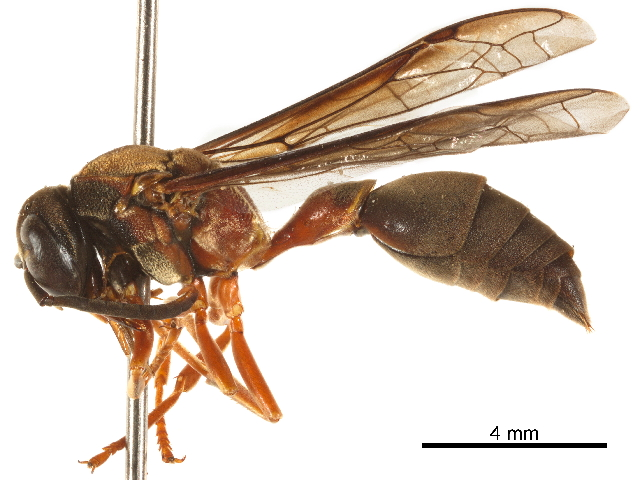
Montezumia nigriceps

Montezumia (лат.) — род одиночных ос (Eumeninae). Около 50 видов.

## Распространение
Неотропика. Неарктика. Встречаются в Северной и Южной Америке от США до Аргентины.

## Описание
Среднего размера осы. Нижнечелюстные щупики 5-члениковые, нижнегубные щупики состоят из 3 сегментов. Взрослые самки охотятся на личинок насекомых для откладывания в них яиц и в которых будет развиваться личинка осы. Провизия — гусеницы.

## Классификация
Около 50 видов. Montezumia монофилетичен и филогенетически близок к роду Monobia, отличаясь выступающим субмаргинальным килем проподеума. Род был впервые выделен швейцарским энтомологом Анри де Соссюром.
- Montezumia analis
- Montezumia anceps
- Montezumia arizonensis
- Montezumia aurata
- Montezumia australensis
- Montezumia azteca
- Montezumia azurescens
- Montezumia bequaerti
- Montezumia bipunctata
- Montezumia brethesi
- Montezumia bruchii
- Montezumia coeruleorufa
- Montezumia colombiana
- Montezumia cortesia
- Montezumia cortesioides
- Montezumia difficilis
- Montezumia dimidiata
- Montezumia duckei
- Montezumia ferruginea
- Montezumia fritzi
- Montezumia grossa
- Montezumia holmbergi
- Montezumia holmbergii
- Montezumia huasteca
- Montezumia ignobiloides
- Montezumia ignota
- Montezumia infernalis
- Montezumia inornata
- Montezumia insolita
- Montezumia intermedia
- Montezumia koenigsmanni
- Montezumia leprieurii
- Montezumia liliacea
- Montezumia liliaceosa
- Montezumia marthae
- Montezumia melas
- Montezumia mexicana
- Montezumia morosa
- Montezumia nigra
- Montezumia nigriceps
- Montezumia nigroflava
- Montezumia nitida
- Montezumia oaxaca
- Montezumia obscura
- Montezumia pelagica
- Montezumia petiolata
- Montezumia platinia
- Montezumia simulatrix
- Montezumia soikai
- Montezumia sparsa
- Montezumia trinitata
- Montezumia variegata
- Montezumia vechti